# Spider-Man: Homecoming
Spider-Man: Homecoming is een Amerikaanse superheldenfilm uit 2017, gebaseerd op het personage Spider-Man uit de Marvel Comics. De film is bedoeld als tweede reboot van de Spider-Man-filmfranchise en is de zestiende film in het Marvel Cinematic Universe. De film werd geregisseerd door Jon Watts.

## Verhaal
Na zijn ontmoeting met de Avengers in Captain America: Civil War keert Peter Parker onder begeleiding van zijn nieuwe mentor Tony Stark terug naar huis, waar hij woont bij zijn tante May en net als iedere andere vijftienjarige dagelijks naar school moet. Hoewel hij zich verheugt op missies met de Avengers, acht Stark hem hier nog niet klaar voor. Hij adviseert Peter om zich voorlopig te richten op het voorkomen van kleine misdaden in zijn eigen buurt. Wat Stark niet weet, is dat Adrian Toomes zich daar bezighoudt met het produceren van en handelen in met buitenaardse technieken vervaardigde wapens. De kennis daarvoor heeft hij opgedaan door materialen achter te houden die hij met zijn bergingsbedrijf aantrof in de puinhopen die achterbleven na een confrontatie tussen de Avengers en de Chitauri in New York. Peter probeert Stark op de hoogte te brengen van de ernst van de situatie, maar zijn contactpersoon Happy Hogan wimpelt hem telkens af. Bij gebrek aan hulp probeert hij Toomes vervolgens zelf tegen te houden.  Parker verlaat het academische tienkampteam van zijn school om meer tijd te besteden aan zijn misdaadbestrijdingsactiviteiten als Spider-Man. Zijn beste vriend, Ned, ontdekt uiteindelijk zijn geheime identiteit.
Parker komt de medewerkers van Toomes tegen, Jackson Brice / Shocker en Herman Schultz die wapens verkopen aan de lokale crimineel Aaron Davis. Parker redt Davis voordat hij wordt betrapt door Toomes in het Vulture-pak en in een meer valt, bijna verdrinkt nadat hij verstrikt is geraakt in een parachute die in zijn pak is ingebouwd. Hij wordt gered door Stark, die toezicht houdt op het Spider-Man-pak dat hij Parker heeft gegeven en hem waarschuwt voor verdere betrokkenheid bij de criminelen. Toomes doodt per ongeluk Brice met een van hun wapens, en Schultz wordt de nieuwe Shocker.
Parker en Ned bestuderen een wapen dat Brice heeft achtergelaten en verwijderen de krachtkern. Wanneer een volgapparaat op Schultz naar Maryland leidt, voegt Parker zich weer bij het tienkampteam en vergezelt hen naar Washington, D.C. voor hun nationale toernooi. Ned en Parker schakelen de tracker Stark uit die in het Spider-Man-pak is geïmplanteerd en ontgrendelen de geavanceerde functies ervan. Parker probeert te voorkomen dat Toomes wapens steelt van een DODC-vrachtwagen, maar zit gevangen binnenin, waardoor hij het tienkamptoernooi mist. Wanneer hij ontdekt dat de krachtkern een onstabiele Chitauri-granaat is, racet hij naar het Washington Monument, waar de kern ontploft en Ned en hun vrienden in een lift opsluiten. Parker redt hen, met inbegrip van zijn klasgenoot en crush Liz. Dagen later, in New York, aan boord van de Staten Island Ferry, vangt Parker Toomes' nieuwe koper Mac Gargan, maar Toomes ontsnapt en een defect wapen scheurt de veerboot doormidden. Stark helpt Parker de passagiers te redden en neemt zijn pak in beslag als straf voor zijn roekeloosheid.
Parker keert terug naar zijn middelbareschoolleven en vraagt Liz om met hem naar het thuiskomstfeest te gaan. Op de avond van de dans ontdekt hij dat Toomes de vader van Liz is. Het afleiden van Parker's geheime identiteit, Toomes bedreigt hem. Parker realiseert zich dat Toomes van plan is een DODC-vliegtuig te kapen dat wapens vervoert van Avengers Tower naar het nieuwe hoofdkwartier van het team. Hij verlaat de dans, trekt zijn oude zelfgemaakte Spider-Man-pak aan en racet naar het hol van Toomes. Hoewel hij buiten wordt overvallen door Schultz, verslaat hij hem met de hulp van Ned. Binnen valt Toomes Parker aan, vernietigt de steunkolommen van het gebouw en laat Parker sterven, gevangen in het puin van het ingestorte gebouw. Parker ontsnapt en onderschept het vliegtuig en stuurt het om te crashen op het strand in de buurt van Coney Island. Hij en Toomes blijven vechten, eindigend met Parker die Toomes' leven redt nadat het beschadigde Vulture-pak ontploft. Parker verlaat Toomes voor de politie, samen met de lading van het vliegtuig. Na de arrestatie van haar vader trekt Liz weg. Parker wijst een uitnodiging van Stark af om zich fulltime bij de Avengers te voegen, en Stark vraagt Pepper Potts ten huwelijk. Stark geeft het Spider-Man-pak ook terug aan Parker, die het aantrekt op het moment dat zijn tante May binnenkomt.
In een mid-credits scene benadert een opgesloten Gargan Toomes in de gevangenis en zegt dat hij heeft gehoord dat de laatste de echte identiteit van Spider-Man kent. Toomes ontkent dit.

## Rolverdeling
| Acteur               | Personage                           |
| -------------------- | ----------------------------------- |
| Tom Holland          | Peter Parker / Spider-Man           |
| Michael Keaton       | Adrian Toomes / Vulture             |
| Robert Downey Jr.    | Tony Stark / Iron Man               |
| Jacob Batalon        | Ned Leeds                           |
| Marisa Tomei         | May Parker                          |
| Zendaya              | Michelle "MJ" Jones-Watson          |
| Laura Harrier        | Liz Toomes                          |
| Tony Revolori        | Flash Thompson                      |
| Jon Favreau          | Happy Hogan                         |
| Bokeem Woodbine      | Herman Schultz / Shocker#2          |
| Martin Starr         | Mr. Roger Harrington                |
| Gwyneth Paltrow      | Virginia 'Pepper' Potts             |
| Donald Glover        | Aaron Davis                         |
| Michael Chernus      | Phineas Mason / Tinkerer            |
| Michael Mando        | Mac Gargan                          |
| Tyne Daly            | Anne Marie Hoag                     |
| Angourie Rice        | Betty Brant                         |
| Hannibal Buress      | Coach Andre Wilson                  |
| Kenneth Choi         | Conrector Morita                    |
| Abraham Attah        | Abe Brown                           |
| Tiffany Espensen     | Cindy Moon                          |
| Isabella Amara       | Sally Avril                         |
| Jorge Lendeborg Jr.  | Jason Ionello                       |
| Michael Barbieri     | Charles Murphy                      |
| Josie Totah          | Seymour O'Reilly                    |
| Ethan Dizon          | Tiny McKeever                       |
| Logan Marshall-Green | Jackson Brice / Shocker#1           |
| Jennifer Connelly    | Karen, AI Spider-Man-kostuum (stem) |
| Garcelle Beauvais    | Doris Toomes                        |
| Gary Weeks           | Foster                              |
| Christopher Berry    | Randy Vale                          |
| Hemky Madera         | Mr. Delmar                          |
| Zach Cherry          | Klev                                |
| Kirk T. Thatcher     | Punker op straat                    |
| Tunde Adebimpe       | Mr. Cobbwell                        |
| Martha Kelly         | Tourgids                            |
| Kerry Condon         | F.R.I.D.A.Y. (stem)                 |
| Chris Evans          | Captain America (cameo)             |
| Stan Lee             | Gary                                |

## Vervolg
Nadat de eerste trailer, die op 8 december 2016 tijdens de Amerikaanse talkshow Jimmy Kimmel Live! voor het eerst werd getoond, bleek aan te slaan, maakte Sony Pictures plannen bekend voor een vervolg in 2019. Eerder vertelde Kevin Feige (de voorzitter van Marvel Studios) dat het een van hun eerste ideeën was om elk vervolg te laten plaatsvinden tijdens één schooljaar, naar het model van de Harry Potter-films.
In juni 2017 werd door acteur Tom Holland, die de hoofdrol als Spider-Man vertolkt, bevestigd dat dit vervolg er zal komen. In december 2017 werd bekendgemaakt dat Jon Watts wederom de regie voor handen zou nemen. De film heeft een lange tijd de titel Spider-Man: Homecoming 2 gedragen, op 24 juni 2018 werd door Holland via de sociale media bekendgemaakt dat de film de titel Spider-Man: Far From Home zou dragen en in juli 2019 verwacht wordt.